# Malouetieae
Malouetieae és una tribu de plantes amb flors que pertany a la família de les Apocynaceae (ordre Gentianales). Aquesta tribu inclou 11 gèneres.
- Alafia
- Allowoodsonia
- Carruthersia
- Farquharia
- Funtumia
- Holarrhena
- Kibatalia
- Malouetia
- Mascarenhasia
- Pachypodium
- Spirolobium